# Galerella plicatella
Galerella plicatella är en svampart som först beskrevs av Peck, och fick sitt nu gällande namn av Rolf Singer 1951. Galerella plicatella ingår i släktet Galerella och familjen Bolbitiaceae.   Inga underarter finns listade i Catalogue of Life.